# Wildwasser (Theaterstück)
Das Theaterstück Wildwasser erlebte am 23. Juni 2005 seine Welturaufführung auf dem Hof der Burg Ziesar. Der Autor ist Michael Sens.
Es beruht auf dem in der Bearbeitung des Karl-May-Verlags aus dem Roman Der beiden Quitzows letzte Fahrten herausgelösten Einzelerzählstrang Wildwasser.

## Inhalt
Die Jungfrau Marie – „Wildwasser“ genannt – besucht in den Wirren kriegerischer Fehden ihren Onkel Hans von Röder, Stiftshauptmann auf der Burg. Dieser ließ den mächtigen Ritter Casper Gans Edler von Putlitz mit List fangen und im Burgverlies einsperren. Marie begegnet währenddessen dem fahrenden Schüler Joachim und es knüpfen sich zarte Liebesbande, die zu guter Letzt alles Unheil abwenden.
Ein Bischof, dessen bodenständige Gesinnung ihm selbst immer wieder einen inneren Konflikt besorgt; ein Kerkermeister, der seinen inneren Frieden im Verspotten der Gefangenen und im Wein findet und ein Arzt ohne Timing sind die Würze dieser Inszenierung, die sich unterhaltsam und spannend an den historischen Tatsachen entlang hangelt. (Quelle: damalige Homepage der Veranstalter)

## Aufführungen
- Ziesar 2005[7]
- Ziesar 2006[8]